# ابو شعیب
ابو شعیب در عربستان سعودی است که در استان مکه واقع شده‌است.